# Schramberg
Schramberg est une petite ville d'Allemagne, en Forêt-Noire à environ 130 km au sud de Stuttgart. Elle est connue surtout pour son carnaval (fasnet) et surtout la Da-Bach-na-Fahrt, une course qui est connue au niveau international.

## Histoire
Schramberg était un territoire des Habsbourg (Autriche antérieure) de 1649 à 1805 (Herrschaft Schramberg). De 1823 à 1912, les céramiques de Schramberg furent produites dans une manufacture locale.
Schramberg est un centre traditionnel du mouvement ouvrier (SPD), une conséquence de l’industrie de la montre. 
La ville était le terminus de la ligne de chemins de fer Schiltach-Schramberg de 1892 à 1989, due à son grand taux d'industrialisation la gare de Schramberg fut une importante gare de marchandise.

## Activités
Schramberg abrite le siège de l’entreprise horlogère Junghans.
La ville est le siège d’un lycée important, le Gymnasium Schramberg, qui est un des plus grands lycées de Forêt-Noire. Schramberg est également le centre politique de la Raumschaft Schramberg.

## Quartiers
- Tennenbronn

## Personnages
- Ernest II de Souabe (1010-1030), duc, mort au château de Falkenstein.
- Julius Viel (1918 - 2002), Untersturmführer de la Waffen-SS, condamné en 2001 à 12 ans de prison pour crimes de guerre, il était le chef local de Schwäbischen Zeitung à Schramberg.
- Christophe Neff (1964-), géographe franco-allemand et blogueur[1],[2].
- Kerstin Andreae (1968-), femme politique de Alliance 90 / Les Verts membre du Bundestag.

## Jumelages
La ville de Schramberg est jumelée avec :
- Hirson (France)
- Marcinelle (Belgique)
- Lachen (Suisse)
- Čakovec (Croatie)
- Glashütte (Allemagne)
- Pilisvörösvár (Hongrie)

## Littérature et bibliographie sur Schramberg
- Franz Fehrenbacher und Gisela Lixfeld: Stadt im Bild.Schramberg. Sutton, Erfurt 1999.  (ISBN 3-89702-150-1).
- Erich Keyser (Hrsg.): Württembergisches Städtebuch. Band IV Teilband Baden-Württemberg Band 2 aus "Deutsches Städtebuch. Handbuch städtischer Geschichte". Kohlhammer, Stuttgart 1962.
- Gisela Lixfeld: Momentaufnahmen Schramberg. Ein Lesebuch. Straub, Schramberg 1992.
- Grosse Kreisstadt Schramberg (Hrsg.): Schramberg. Ein Bildband mit Texten. Mit Texten von Franz Fehrenbacher und Rolf Linkenheil. Eigenverlag, Schramberg 1981.
- Museums- und Geschichtsverein Schramberg e.V. und Große Kreisstadt Schramberg (Hrsg.): Schramberg. Adelsherrschaft, Marktflecken, Industriestadt. Straub, Schramberg 2004.  (ISBN 3-9807406-3-3).
- C. Neff, S. Bassing, A. Scheid, C. Jentsch, S. Franger: Emploi du brûlage dirigé pour la protection de l’environnement et l’entretien du paysage –  observations sur quelques exemples français (Pyrénées Orientales & Gard) et allemands (Raumschaft Schramberg Forêt-Noire /Allemagne). In: Alexander Scheid, Christophe Neff, Christoph Jentsch (Hrsg.): Flächenextensivierung im Mittleren Schwarzwald. Ergebnisse und Diskussion der in der Raumschaft Schramberg durchgeführten geographischen und landschafts – feuerökologischen Untersuchungen. (Materialien zur Geographie, Bd. 34). Geographisches Institut der Universität Mannheim, Mannheim 2004. S. 89-107.  (ISBN 3-923750-92-7).
- G.Reichelt: Schramberg 1. Topographie und Umwelt. In: Landesarchivdirektion Baden - Württemberg (Hrsg): Der Landkreis Rottweil Band II B. Die Gemeinden Historische Grundlagen und Gegenwart (Fortsetzung). Lauterbach bis Zimmern ob Rottweil. S. 195-197. Thorbecke, Sigmaringen 2003.  (ISBN 3-7995-1365-5).
- Elke Ringl-Klank, Gernot Stähle: 75 Jahre Arbeiterwohlfahrt Schramberg. Schramberg 2003.